# Abbaye de Holme
Pour les articles homonymes, voir Abbaye de Holme (homonymie).
L'abbaye de Holme est une ancienne abbaye cistercienne située au Danemark, dans l'île de Fionie, à dix kilomètres au sud-ouest de Fåborg. Depuis la Réforme protestante, elle a été transformée en château, qui porte le nom de Brahetrolleborg.

## Historique

### Fondation
L'abbaye de Holme est fondée par les moines de l'abbaye de Herrevad (Scanie), en 1172. Elle est alors qualifiée d'« Insula Dei » (« Île de Dieu »).

### Disparition de l'abbaye et transformation en château
L'abbaye est sécularisée et démantelée à la Réforme en 1550. La couronne danoise met la main sur les anciens biens d'Église et sécularise les domaines de l'abbaye qui sont vendus à des propriétaires privés. Heinrich Rantzau l'acquiert en 1568 et l'ancienne abbaye prend le nom de Rantzausholm. Les terres reviennent à la couronne en 1661 et le roi Frédéric III en fait don à son favori Christoffer Gabel (1617-1673) en 1664. Celui-ci l'échange trois ans plus tard contre les monts calcaires de Segeberg appartenant à Brigitte Nielsdatter, de la famille Trolle, épouse du baron Brahe, d'où le nom du château et de sa baronnie, Brahetrolleborg (borg signifiant château).

## Architecture
L'ancienne et imposante église abbatiale, bâtie selon les plans habituels d'une église cistercienne, est aujourd'hui la chapelle de Brahetrolleborg. Elle est flanquée d'un clocher contre la façade-ouest et abrite une crucifixion de Claus Berg (de) datant de 1500 environ. Les bâtiments abbatiaux à droite de l'église sont transformés en château et sont rehaussés vers 1870.

## Peder, moine connu au Moyen Âge
Un moine au moins de l'abbaye est connu : il s'agit de Pierre (Peder), qui devient par la suite évêque d'Odense (en). Français de naissance, il est élu en 1252 au siège épiscopal d'Odense. Mais le roi Abel lui substitue un franciscain nommé Regner ; ce n'est qu'à la mort de ce dernier, en 1266, que Peder peut effectuer une réclamation ; en attendant d'obtenir justice, il est nommé à Lübeck en attendant. Certaines sources affirment qu'il n'a jamais pu siéger dans le diocèse dans lequel il avait été élu. Il est toujours fortement lié à l'ordre cistercien : en 1269, son passage à Clairvaux est mentionné ; en juillet 1272, il est à Orvieto, et quelques mois plus tard, au chapitre général de l'ordre à Cîteaux ; la date de sa mort est inconnue.